# Jack de Nijs zingt Sofia Loren
Jack de Nijs zingt Sofia Loren is het debuutalbum van Jack de Nijs uit 1968. Het is Nederlandstalig en later brak hij door met Engelstalige muziek onder de artiestennaam Jack Jersey. Sofia Loren verscheen op een single en bereikte de Nederlandse hitlijsten.

## Nummers
A1 - Sofia Loren
A2 - O, zit 't zo
A3 - Stapel op Lou Lou
A4 - Speel mijn lied
A5 - Geen poen voor Barcelona
A6 - He he Rosie
B1 - O Angelina
B2 - Ik kan 't niet laten
B3 - Belle Lucia
B4 - Ole we gaan naar Spanje
B5 - Addio amore
B6 - Nou, nou waar blijf je dan